# Nova Mokošica
Nova Mokošica je prigradsko naselje grada Dubrovnika u Dubrovačko-neretvanskoj županiji. Sjedište je gradskog kotara Mokošica.

## Zemljopisni položaj
Nova Mokošica se nalazi na predjelu Rijeke dubrovačke, oko 7 km daleko od Dubrovnika u pravcu sjeveroistoka, iznad Jadranske turističke ceste i između naselja Prijevor na istoku i Mokošice na zapadu. Sa sjevera i istoka je okružena visokim dalmatinskim krškim brdima, a s juga zaljevom Rijeke dubrovačke i sjevernim padinama brda Srđ.

## Naziv
Prije gradnje naselja ovaj predio se zvao Mokošica po božici Mokoš iz slavenske mitologije. Zahvaljujući činjenici da se gradnja novog naselja odvija na tom predjelu, naselje je nazvano Nova Mokošica.

## Povijest
Gradnja naselja je započela početkom osamdesetih godina 20. stoljeća. U nedostatku građevinskog zemljišta u samom Dubrovniku i nemogućnosti većeg širenja grada, započelo se s gradnjom naselja Nova Mokošica čija je namjena trebala biti širenje grada Dubrovnika na ovaj predio. Teren na kojem se danas nalazi Nova Mokošica prije gradnje je obilovao maslinicima, vinogradima i obradivim poljima.
Tijekom Domovinskog rata Nova Mokošica je bila u potpunosti okupirana. Prije okupacije na naselje je ispaljeno mnoštvo topničkih projektila, a posebno težak dan je bio 7. listopada 1991. godine kad je od jedne minobacačke granate 120 mm, neposredno ispred skloništa, poginulo devetero mladih ljudi, što je bila najveća pojedinačna tragedija tijekom Domovinskog rata u ovom kraju. Da tragedija bude veća, pogibija mladih ljudi se dogodila na pragu atomskog skloništa. U prisutnosti francuskog ministra Bernarda Kouchnera neprijatelj ulazi u Novu Mokošicu. Od 20. do 22. studenoga 1991. za vrijeme pregovora i lažnog primirja Jugoslavenska narodna armija je uspostavila nadzor nad mjestom. Tijekom okupacije manji je dio stanovništva (oko 1500 osoba od čega polovina Hrvata) ostao u naselju u koje je ušla JNA, pripadnici teritorijalne obrane Crne Gore i pripadnici raznih četničkih dragovoljačkih postrojbi. U naselju je ustrojeno zapovjedništvo okupatorske vojske koje je smješteno u prostorijama osnovne škole Mokošica. Zahvaljujući toj činjenici Nova Mokošica je pošteđena veće pljačke, paleži i razaranja, ali je naselje svejedno pretrpjelo štetu. Mnogi napušteni stanovi i ondašnje društvene organizacije su opljačkani. Pojedini istaknuti Hrvati odvođeni su u tzv. Komandu mesta na "informativne razgovore". Na pročeljima zgrada i danas su vidljivi tragovi krhotina granata. Stožer civilne zaštite djelovao je i tijekom okupacije mjesta, što je jedinstven slučaj u Republici Hrvatskoj. Nakon što je u akciji Hrvatske vojske oslobođeno Slano, 26. svibnja 1992. JNA je prisiljena na povlačenje iz Mokošice i okolnih naselja, a u oslobođenu Mokošicu barkama iz Sustjepana ulaze prvi pripadnici Hrvatske vojske.

## Urbani razvitak
Nakon gradnje prve faze naselja i izgradnje višekatnica, krenulo se s izgradnjom druge i treće faze tijekom kojih su izgrađene manje stambene zgrade dvokatnice i trokatnice. Taj je dio naselja nazvan Naš dom. Četvrta faza gradnje započinje 2005. gradnjom višekatnica iz programa poticajne stanogradnje. Očekuje se početak gradnje pete faze i daljnje širenje naselja u pravcu zapada.
U naselju je izgrađena osnovna škola, dječji vrtić, poštanski ured, banka, ambulanta, restoran, nekoliko kafića, trgovina i pekara, a u planu je gradnja većeg trgovačkog centra i crkve.
Prilikom gradnje naselja vodilo se računa o djeci pa u naselju postoji nekoliko dječjih igrališta namijenjenih sportu, rekreaciji ili razonodi. 

## Gospodarstvo
Nova Mokošica je gospodarski nerazvijen dio Dubrovnika, ali je gradnja naselja tako i planirana. Ogromna većina zaposlenih stanovnika Nove Mokošice na posao odlazi u Dubrovnik, no daljnjim razvojem Mokošice otvaraju se i nove mogućnosti pa samim tim i otvaranje novih radnih mjesta.
Glavne grane gospodarstva su trgovina i u manjoj mjeri turizam.

## Promet
Nova Mokošica je s Dubrovnikom povezana Jadranskom magistralom, a prijevoz do Grada udaljenog 7 kilometara obavlja se vrlo čestim autobusnim linijama 1A i 1B prometnog poduzeća Libertas.

## Stanovništvo
Stanovništvo Nove Mokošice ogromnom većinom čine Hrvati katolici, a u malom postotku ima Srba i Bošnjaka.
Prema popisu stanovništva iz 2021. godine u Novoj Mokošici živi 5682 stanovnika.
| broj stanovnika |       |       |       |       |       |       |       |       |       |       |       |       |       |       | 6041  | 6016  | 5682  |
|                 | 1857. | 1869. | 1880. | 1890. | 1900. | 1910. | 1921. | 1931. | 1948. | 1953. | 1961. | 1971. | 1981. | 1991. | 2001. | 2011. | 2021. |

## Poznati Mokošani
- Branimir Vidić, Flika - glumac
- Mislav Anđelković - nogometaš, NK Istra 1961
- Kristina Prkačin - rukometašica
- Vicko Ševelj - nogometaš

## Sport
U Novoj Mokošici djeluju sljedeći sportski klubovi: 
- Ženski odbojkaški klub Nova Mokošica
- Sekcija dubrovačkog judo kluba Dubrovnik
- RK Mokošica - muški rukometni klub
- ŽRK Dubrovnik

## Poveznice
- Mokošica

## Vanjske poveznice
- Obilježavanje godišnjice stradavanja